# John Stephens
John Stephens er en amerikansk forfatter, der bor i Los Angeles med sin kone og søn, han har tidligere arbejdet indenfor film og TV for f.eks. på Gossip Girl, Gilmore Girls og Gotham (TV-serie). Han er dog mest kendt for sin bogtrilogi kendt som "Bøger fra Begyndelsen" (The Books of Beginning), Der har været på New York Times bestsellerliste. Han siger selv, at han har hentet inspiration fra Det gyldne kompas og nogen af hans barndoms store eventyrs-bøger som Narnia og Ringenes Herre. 